# Quỳnh Hồng, Quỳnh Lưu
Quỳnh Hồng là một xã thuộc huyện Quỳnh Lưu, tỉnh Nghệ An, Việt Nam.
Xã Quỳnh Hồng có diện tích 4,66 km², dân số năm 1999 là 7.078 người, mật độ dân số đạt 1519 người/km².
Từ ngày 01 tháng 12 năm 2024, xã Quỳnh Hồng sáp nhập vào thị trấn Cầu Giát theo Nghị quyết số 1243 /NQ-UBTVQH15 ngày 24/10/2024 của Ủy ban Thường vụ Quốc hội 